# Agostino Taraschi
Agostino Taraschi (Canzano, 1822 – Teramo, 7 dicembre 1883) è stato un politico e scrittore italiano.

## Biografia
Dopo la laurea in legge, lettere e filosofia nell'Università di Napoli, intraprese la carriera politica e fu nominato sindaco di Atri nel 1848 e consigliere provinciale. Nel 1851 divenne consigliere d'intendenza di Foggia, quindi fu trasferito a Teramo, per poi passare a Cittaducale e Larino nel 1859, con il grado di sotto intendente. Nel 1860, fu governatore a Vasto. Dopo l'Unità, nel 1861, divenne segretario del governo di Lecce. Tornato nei luoghi natali, ricoprì diverse cariche e fu nominato nel 1869 membro della Deputazione provinciale di Teramo. Pubblicò scritti di economia e filosofia tra i quali il Saggio generale di statistica (1881), e La Civiltà delle due Sicilie in rapporto ai progressi della filosofia (1855).

## Scritti
- Saggio di statistica generale con applicazione al Comune di Cellino in provincia del Primo Abruzzo Ultra per Agostino Taraschi, Napoli, Tipografia P. Androsio, 1851, pagine 312
- La Civiltà delle due Sicilie in rapporto ai progressi della filosofia (1855)
- La civilta delle Due Sicilie ne' suoi rapporti coi principii della filosofia della storia : discorso pronunziato nell'adunanza generale della Società economica di Abruzzo Ultra 1. dal presidente della stessa Agostino Taraschi, Teramo, Tipografia Q. Scalpelli, 1855
- Sulla esposizione finanziaria fatta dall'onorevole ministro delle finanze Quintino Sella innanzi alla Camera dei deputati nelle tornate de' 10 ed 11 marzo: riflessioni di Agostino Taraschi, Teramo, Tipografia G. Marsini, 1860
- Per la solenne inaugurazione dell'asilo infantile e della scuola elementare femminile in Canzano nel di 12 dicembre 1880, discorso di Agostino Taraschi, Teramo, Tipografia Marsili, 1881